# Nazar Voloshyn
Nazar Ihorovych Voloshyn (en ucrainiano: Назар Ігорович Волошин; Kremenchuk, Ucrania, 17 de junio de 2003) es un futbolista ucraniano que juega de delantero en el F. C. Dinamo de Kiev de la Liga Premier de Ucrania.

## Trayectoria
Nacido en Kremenchuk, comenzó su carrera en el vecino F. C. Metalist Járkov y luego continuó en la academia del F. C. Dinamo de Kiev.
Jugó en las reservas de la primera división ucraniana y nunca llegó a debutar con la plantilla absoluta del F. C. Dinamo de Kiev.
En julio de 2022 firmó un contrato de cesión de un año con el F. C. Kryvbas Kryvyi Rih, recién ascendido a la Liga Premier de Ucrania y debutó en liga el 23 de agosto en el partido a domicilio contra el F. C. Kolos Kovalivka, que perdió.

## Selección nacional
En mayo de 2024 fue convocado por Ruslan Rotan a la selección olímpica de fútbol de Ucrania para disputar el Torneo Maurice Revello de 2024 en Francia.

## Estadísticas

### Clubes
Actualizado al último partido disputado el 24 de mayo de 2025.
| Club                               | Div.          | Temporada     | Liga  | Liga  | Liga   | Copas nacionales | Copas nacionales | Copas nacionales | Copas internacionales | Copas internacionales | Copas internacionales | Total | Total | Total  |
| Club                               | Div.          | Temporada     | Part. | Goles | Asist. | Part.            | Goles            | Asist.           | Part.                 | Goles                 | Asist.                | Part. | Goles | Asist. |
| ---------------------------------- | ------------- | ------------- | ----- | ----- | ------ | ---------------- | ---------------- | ---------------- | --------------------- | --------------------- | --------------------- | ----- | ----- | ------ |
| F. C. Kryvbas Kryvyi Rih · Ucrania | 1.ª           | 2022-23       | 13    | 4     | 0      | —                | —                | —                | —                     | —                     | —                     | 13    | 4     | 0      |
| F. C. Kryvbas Kryvyi Rih · Ucrania | Total club    | Total club    | 13    | 4     | 0      | 0                | 0                | 0                | 0                     | 0                     | 0                     | 13    | 4     | 0      |
| F. C. Dinamo de Kiev · Ucrania     | 1.ª           | 2022-23       | 13    | 3     | 0      | —                | —                | —                | —                     | —                     | —                     | 13    | 3     | 0      |
| F. C. Dinamo de Kiev · Ucrania     | 1.ª           | 2023-24       | 26    | 7     | 6      | 1                | 0                | 0                | 4                     | 2                     | 0                     | 31    | 9     | 6      |
| F. C. Dinamo de Kiev · Ucrania     | 1.ª           | 2024-25       | 24    | 0     | 3      | 4                | 2                | 1                | 12                    | 1                     | 2                     | 40    | 3     | 6      |
| F. C. Dinamo de Kiev · Ucrania     | Total club    | Total club    | 63    | 10    | 9      | 5                | 2                | 1                | 16                    | 3                     | 2                     | 84    | 15    | 12     |
| Total carrera                      | Total carrera | Total carrera | 76    | 14    | 9      | 5                | 2                | 1                | 16                    | 3                     | 2                     | 97    | 19    | 12     |